# 海水温
海水温（かいすいおん）とは、ある一定の深度における海水の温度のこと。単に海水温というときは、海面から海面下数十センチメートル - 十数メートルの海面水温を指すことが多い。
海水温が水の蒸発量に非常に関わりが深いことから、気象学の観測対象とされ、気候学においても重要視される。漁業の分野においても、魚群の移動に関連しているため必要なデータであるとされる。また、特に水棲生物の分布や生態にも大きく関連しており、生物学においても重要とされる。
海水は、塩分を含有している事から摂氏0度を下回る事があり、また海底火山の影響で摂氏100度を超える場合もある。

## 海面水温

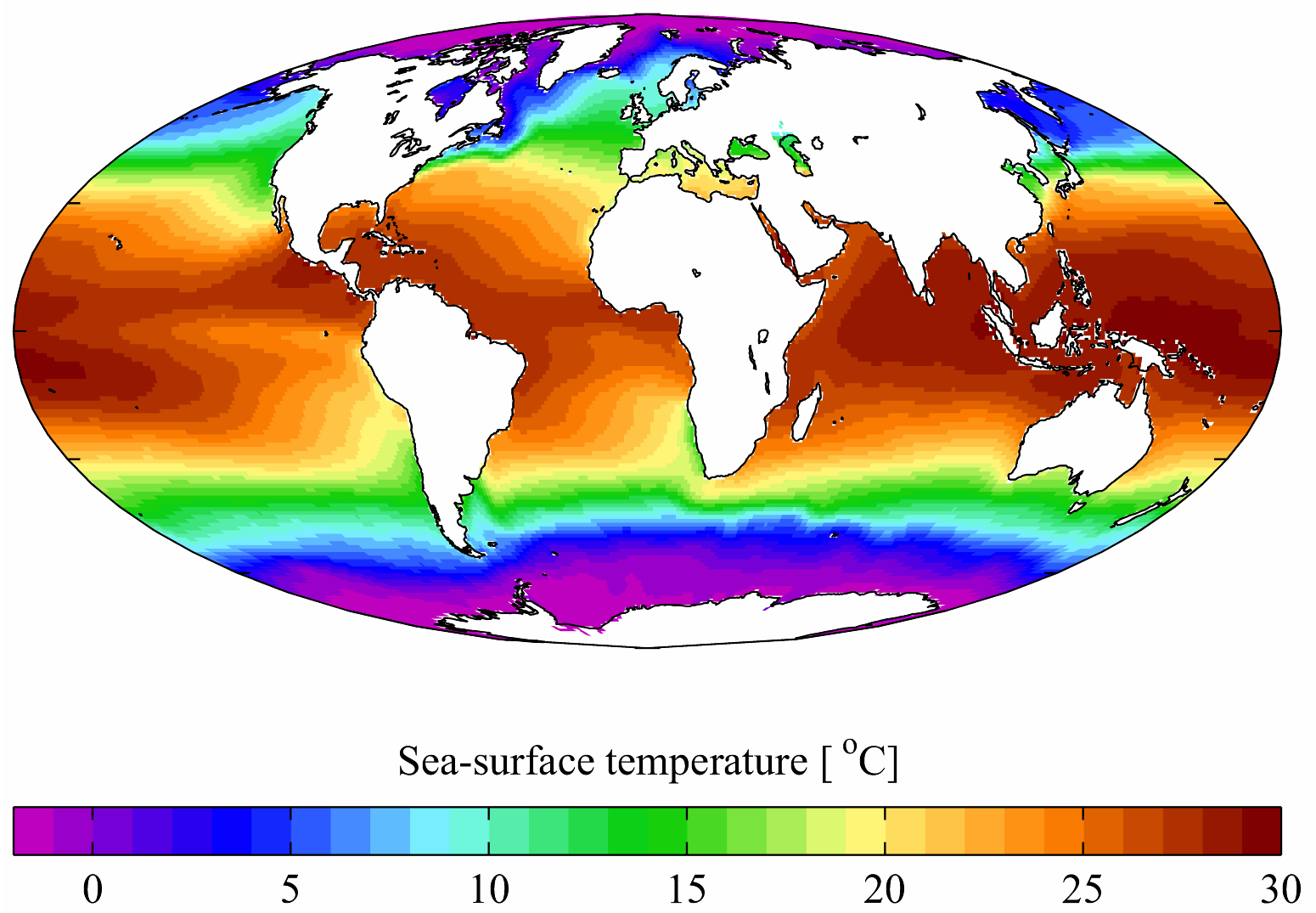
世界の年平均海水温（出典：World Ocean Atlas 2001）

海面水温（かいめんすいおん、Sea surface temperature, SST）は、海面に近い表面部分の水温を指す用語。
観測が始まった頃は、バケツですくった海水の温度を測定していた。その後船で自動的に水温を測る手法に切り替えられたものの、誤差が大きかったため、漂流ブイや固定ブイによる自動観測も同時に行われるようになった。ただ、各国の機関がそれぞれ異なるタイプのブイを使用したため測定する水深が異なり、世界的なデータ化が困難であった。1990年代に入って、エルニーニョの観測のために大規模な観測網が作られたが、世界的なデータ提供には程遠いものだった。そこで重要となったのが、1980年代から始まった人工衛星による測定であった。
人工衛星による測定にはいろいろな方法が試されたが、大気による影響をほぼ無視することができる黒体放射の観測が最もよい方法とされ、現在もこの方法で測定が行われている。人工衛星による観測は測定間隔の短縮と効率化を可能にした。しかし、雲に遮られると観測ができないなどの難点があり、船による観測も並行して行われている。

## さまざまな海域と海水温

### 熱帯・低緯度
海水温は、台風などの熱帯低気圧の発生とその勢力に関係しているとされている。ほとんどの熱帯低気圧は海面水温が26.5°Cを越える海域で発生し、海水温が高いほど勢力が強くなる傾向にある。また、熱帯低気圧が通過した後は海水温が低下する。これは、風とうねりによって水温が低い下層と高い上層がかき混ぜられるためだと考えられている。

### 高緯度・極地域
北極や南極においては、海水温の上昇により氷床の融解が進んでいる。一般に高緯度地域では海水温は地面の温度や気温より高く、海水温の上昇は高緯度地域や極地域の気象に劇的な変化をもたらす恐れがあるとの研究結果もある。

## 海水温の異常
通常とは異なった海水温の異常な上昇や低下を、海水温変動と呼ぶ。以下に主な海水温変動の例を挙げる。
- エルニーニョ・ラニーニャ：東太平洋の赤道付近の海水温上昇・低下
- インド洋全域昇温：インド洋全域の海水温上昇
- ダイポールモード現象：インド洋西部の赤道付近の海水温上昇・東部の赤道付近の海水温低下